# Bae Noo-ri
Bae Noo-ri (배누리?, Bae Nu-riLR, Pae Nu-riMR; Anyang, 4 febbraio 1993) è un'attrice sudcoreana. Ha iniziato come modella nel 2008 per Litmus, poi ha debuttato come attrice nel 2010. È principalmente conosciuta per il ruolo della sciamana Jan Shil in Haereul pum-eun dal.

## Filmografia

### Cinema
- Mister Zombie (미스터 좀비?, Miseuto jombiLR) (2010)
- Bani monyeo (바니 모녀?) (2010)
- The Roundup: No Way Out, regia di Lee Sang-yong (2023)

### Televisione
- Bimil gibang Angsimjeong (비밀기방 앙심정?) – serial TV (2010)
- Dream High (드림하이?, Deurim ha-iLR) – serial TV (2011)
- Sonyeo K (소녀 K?) – miniserie TV, 3 episodi (2011)
- Nae ttal Kkot-nim-i (내 딸 꽃님이?) – serial TV (2011-2012)
- Neuj-eoseo mi-anhae (늦어서 미안해?) – film TV (2011)
- Haereul pum-eun dal (해를 품은 달?) – serial TV (2012)
- Chin-aehaneun dangsin-ege (친애하는 당신에게?) – serial TV (2012)
- Sachun-gi medley (사춘기 메들리?, Sachun-gi medeulliLR) – miniserie TV, 4 episodi (2012)
- Appaneun byeontaejung (아빠는 변태중?), regia di Kim Sung-yoon – film TV (2013)
- Gamgyeok sidae: Tusin-ui tansaeng (감격시대?) – serial TV (2014)
- Sweden setakso (스웨덴 세탁소?) – serial TV (2014-2015)
- Dramaworld – webserie (2016)
- Kaeri-eoreul kkeuneun yeoja (캐리어를 끄는 여자?) – serial TV (2016)
- Habaeg-ui sinbu 2017 (하백의 신부?) – serie TV (2017)
- Inhyeong-ui jip (인형의 집?) – serial TV (2018)
- Doctor tamjeong (닥터 탐정?) – serial TV (2019)